# Adult Top 40
Adult Top 40 (tidigare känd som Hot Adult Top 40 Tracks och kallad Adult Pop Songs[källa behövs] på Billboard.com) är en variant av Billboardlistorna. 40 låtar rankas efter sammanställningar av Nielsen BDS. Formatet riktar sig till en mer vuxen publik, som vanligtvis inte intresserar sig för hårdrock, tonårspop, danspop, hiphop, men inte heller vuxenpop. Vanligtvis handlar det i stället om alternativ rock och mainstreampop som är mer vuxeninriktad. Den skall inte förväxlas med adult contemporary, som handlar mer om balladinriktade låtar.

## Historik
Listans historik daterar sig tillbaka till sent 1980-tal, då flera Top 40-stationer beslutade sig för att spela artister som lockade en publik i åldern 25-34. År 1994 blev Adult Top 40 ett officiellt format, efter åratal av framväxt och stöd från både radiostationer och artister. Många Adult Top 40-stationer har en spellista med artister som Lifehouse, Matchbox Twenty, Train, Nickelback, Goo Goo Dolls, Sheryl Crow, Daughtry, Maroon 5, Pink, John Mayer, The Fray, No Doubt, Avril Lavigne, Kelly Clarkson, Alanis Morissette, Natasha Bedingfield, Jewel, Katy Perry och 3 Doors Down. Programmen jämförs ofta med spellistan på  VH1 (vars program ofta ses som en medelväg mellan poplåtar och adult contemporary). Billboards första Adult Top 40-lista publicerades den 7 oktober 1995. Etta den dagen var "Kiss from a Rose" med Seal.